# Telford Lake
Telford Lake är en sjö i Kanada.   Den ligger i provinsen Alberta, i den centrala delen av landet, 2 800 km väster om huvudstaden Ottawa. Telford Lake ligger 723 meter över havet. Arean är 0,74 kvadratkilometer. Den sträcker sig 0,6 kilometer i nord-sydlig riktning, och 3,0 kilometer i öst-västlig riktning.
Trakten runt Telford Lake består till största delen av jordbruksmark. Runt Telford Lake är det mycket glesbefolkat, med 5 invånare per kvadratkilometer.